# Карадолап
„Карадолап“ (на турски: Karadolap) е квартал на Истанбул, разположен в градска околия Еюпсултан. Общата му площ е 1,1 км2. Според данни на Адресната система за регистриране на населението (ABPRS) към 2024 г. населението на „Карадолап“ е 31 804 жители.